# Władysław Krogulski (oficer)
Władysław Krogulski, ps. „Sokół”, „Bojomir” (ur. 21 lutego 1894 w Książnicach, zm. 7 lipca 1962 w Warszawie) – podpułkownik dyplomowany piechoty Wojska Polskiego, działacz niepodległościowy, kawaler Orderu Virtuti Militari.

## Życiorys
Urodził się 21 lutego 1894 w Książnicach k. Bochni, w rodzinie Ludwika, nauczyciela szkoły ludowej i Józefy z Falkowskich. Uczęszczał do Gimnazjum Wyższego w Jarosławiu, gdzie w 1912 uzyskał świadectwo dojrzałości. Po maturze podjął studia medyczne na Uniwersytecie Jagiellońskim, które przerwał z powodu wybuchu wojny. Jeszcze w szkole średniej rozpoczął działalność niepodległościową należąc w latach 1910–1912 do tajnego koła młodzieżowego „Zarzewie” w Jarosławiu. Od października 1912 działał pod pseudonimem „Sokół”, a później „Bojomir” w II Polskiej Drużynie Strzeleckiej (PDS) w Krakowie. Po odbyciu szkolenia podoficerskiego i kursu podchorążych zaliczony został do ściślejszego grona „drużyniaków”, obdarzonych specjalnym zaufaniem dowództwa PDS i powołanych do pełnienia w przyszłości trudniejszych zadań. Na Wydziale Medycyny UJ prowadził propagandę na rzecz wstępowania do drużyn strzeleckich. Zajmował się także szkoleniem nowych członków organizacji. Na początku 1913 był instruktorem rekrutów w Leżajsku, a w połowie tego roku prowadził ćwiczenia skautów w Jarosławiu. Na przełomie 1913/1914 został członkiem Oddziału Wywiadowczego PDS.
Z chwilą wybuchu I wojny światowej zorganizował i przeszkolił drużynę strzelecką w Leżajsku, a następnie przybył z nią do Krakowa, gdzie wstąpił do Legionów Polskich. Początkowo służył jako dowódca plutonu w 2 pułku piechoty LP, później w 3 pp LP kolejno jako dowódca plutonu, adiutant dowódcy batalionu i dowódca kompanii. 14 maja 1915, po ukończeniu Szkoły Podchorążych Legionów Polskich „ze stopniem dobrym”, został mianowany aspirantem oficerskim w randze tytularnego sierżanta z poborami plutonowego. Awansował do stopnia chorążego (15 grudnia 1915) i podporucznika (1 listopada 1916). Brał udział we wszystkich bitwach swojego pułku, m.in. pod Pasieczną, Pniowem, Nazawizowem, Tarnawicą Leśną, Mołotkowem, Kirlibabą, Rokitną, Rarańczą, Berezaną i Kostiuchnówką. Od października 1917 do lutego 1918 pełnił obowiązki adiutanta w 1 pułku artylerii Polskiego Korpusu Posiłkowego, a po bitwie pod Rarańczą przebywał przez 8 miesięcy w obozach jenieckich Marmaros-Sziget i Szeklencze na Węgrzech. W połowie października 1918 wcielony został do armii austriackiej, ale już po kilku dniach zdezerterował i przedostał się do Warszawy.
23 października 1918 zgłosił się ochotniczo do powstającego Wojska Polskiego. Jako podporucznik byłego Polskiego Korpusu Posiłkowego reskryptem Rady Regencyjnej z 31 października 1918 został przydzielony do podległego jej Wojska Polskiego z zatwierdzeniem posiadanego stopnia. Do końca miesiąca brał udział w rozbrajaniu Niemców. W tym czasie awansował na porucznika (12 października 1918), a w następnym roku na kapitana (1 lipca 1919). Od września 1919 do jesieni 1921 służył w Oddziale III Sztabu Ministerstwa Spraw Wojskowych pełniąc obowiązki: referenta organizacyjnego, oficera przy sztabie i (od marca 1920) kierownika Wydziału Szkół Wojennych Piechoty. Za wybitne osiągnięcia na polu szkolnictwa wojskowego w okresie wojny polsko-bolszewickiej otrzymał 17 maja 1922 order wojskowy „Virtuti Militari” V klasy.
W latach 1921–1923 był słuchaczem Kursu Normalnego Wyższej Szkole Wojennej w Warszawie. Z dniem 1 października 1923, po ukończeniu kursu i uzyskaniu dyplomu naukowego oficera Sztabu Generalnego, został przydzielony do Oficerskiej Szkoły dla Podoficerów w Bydgoszczy na stanowisko wykładowcy. 31 marca 1924 został mianowany majorem ze starszeństwem z dniem 1 lipca 1923 i 70. lokatą w korpusie oficerów piechoty. 1 grudnia tego roku został przeniesiony do 61 pułku piechoty wielkopolskiej w Bydgoszczy na stanowisko dowódcy III batalionu, z równoczesnym wyznaczeniem „na dochodzącego wykładowcę” w Oficerskiej Szkole dla Podoficerów. Od 1927 pracował w Oddziale III Sztabu Generalnego WP w Warszawie jako kierownik referatu, a następnie szef wydziału. W okresie 1930–1932 pełnił obowiązki zastępcy dowódcy 68 pułku piechoty we Wrześni, a od października 1932 do wybuchu II wojny światowej szefa Wydziału Mobilizacji i Uzupełnień Sztabu Dowództwa Okręgu Korpusu Nr III w Grodnie. Na podpułkownika został awansowany ze starszeństwem z 19 marca 1938 i 1. lokatą w korpusie oficerów piechoty.
W okresie międzywojennym należał do Ligi Morskiej i Kolonialnej, gdzie był m.in. członkiem zarządu Obwodu w Grodnie i Okręgu w Białymstoku.
W kampanii wrześniowej 1939 pełnił obowiązki szefa Sztabu DOK III w Grodnie. 19 września na rozkaz dowódcy Okręgu Korpusu przekroczył z podległymi oddziałami granicę polsko-litewską i do 10 lipca 1940 przebywał w obozach internowanych w Kołotowie, Kalwarii i Kownie. Po włączeniu krajów bałtyckich do ZSRR więziony był w Kozielsku i obozie jenieckim NKWD w Griazowcu, skąd zwolniony został 31 lipca 1941, po zawarciu umowy polsko-radzieckiej. 
W okresie organizowania Armii Polskiej generał Władysław Anders wyznaczył go na stanowisko szefa Oddziału I (Organizacyjno-Szkoleniowego) w Dowództwie Polskich Sił Zbrojnych w ZSRR. Funkcję tę pełnił od końca sierpnia 1941 do października 1944 (od listopada 1942 w Dowództwie Etapów i Dowództwie Armii Polskiej na Wschodzie). Według wywiadu sowieckiego był jednym z głównych reprezentantów poglądów skrajnie nacjonalistycznych i antysowieckich w korpusie oficerów Armii Andersa.
Na początku 1942 z ramienia Dowództwa Armii Polskiej organizował wyjazd ludności polskiej do Uzbekistanu, skąd miała być ona ewakuowana do Indii. Od 14 sierpnia tego roku przebywał ze Sztabem Polskich Sił Zbrojnych w Pahlevi w Iranie, później w Iraku i w Palestynie. Z Palestyny, jako szef oddziału w dowództwie 3 Korpusu (od listopada 1944), wyjechał do Anglii. Odbył półroczny kurs w Centrum Wyższych Studiów Wojskowych i w listopadzie 1945 wyznaczony został na szefa Oddziału Administracji Rezerw i Uzupełnień I Korpusu. Od września 1946 do marca 1947 należał do Polskiego Korpusu Przysposobienia i Rozmieszczenia, a następnie pełnił funkcję zastępcy komendanta w Komendzie Uzupełnień nr 1.
10 czerwcu 1948 powrócił do Polski. Po przeniesieniu do rezerwy (1948) podjął pracę w Zarządzie Głównym PCK. Od 1950 pracował w Państwowym Przedsiębiorstwie Budowlanym Robót Konserwatorskich i Architektury Monumentalnej „KAM” w Warszawie. Zmarł 7 lipca 1962. Pochowany został na Cmentarzu Wojskowym na Powązkach (kwatera B12-5-13).
W 1925 zawarł związek małżeński z Janiną Oleksińską, miał pasierbicę Halinę.

## Ordery i odznaczenia
- Krzyż Srebrny Orderu Wojskowego Virtuti Militari nr 7369 – 17 maja 1922[8][1][17]
- Krzyż Niepodległości – 25 lipca 1933 „za pracę w dziele odzyskania niepodległości”[18][1]
- Krzyż Kawalerski Orderu Odrodzenia Polski[1]
- Krzyż Walecznych czterokrotnie[1]
- Złoty Krzyż Zasługi – 10 listopada 1928[19]
- Medal Pamiątkowy za Wojnę 1918–1921[2]
- Medal Dziesięciolecia Odzyskanej Niepodległości[2]
- Krzyż Oficerski Orderu Białego Orła (Jugosławia)[2][1]
- Krzyż Oficerski Orderu Korony Rumunii (Rumunia)[2][20][1]
- Krzyż Oficerski Orderu Gwiazdy Rumunii (Rumunia)[2][1]
- Gwiazda Afryki (Wielka Brytania)
- Medal Wojny 1939–1945 (Wielka Brytania)
- Gwiazda za Wojnę 1939–1945 (Wielka Brytania, 1946)
- Medal Zwycięstwa (Médaille Interalliée)[1]